# Distrito de Pacucha
El Distrito de Pacucha es uno de los 19 distritos de la Provincia de Andahuaylas  ubicada en el departamento de Apurímac, bajo la administración del Gobierno regional de Apurímac, en el sur del Perú.
Desde el punto de vista jerárquico de la Iglesia católica forma parte de la Diócesis de Abancay la cual, a su vez, pertenece a la Arquidiócesis de Cusco.
En este distrito se encuentra la laguna Pacucha y el sitio arqueológico de Sóndor.

## Historia
El distrito fue creado mediante Ley N.º 14629 del 21 de agosto de 1963, durante el gobierno de Fernando Belaúnde.

## Población
De acuerdo al último censo nacional, el distrito de Pacucha tiene una población de 9 841 habitantes.

## Superficie
El distrito tiene un área de 170,39 km².

## Autoridades

### Municipales
- 2015-2018[3]
  - Alcalde: Claudio Máximo Velasque Oscco.
  - Regidores: Eugenio Vargas Rivas, Mauro Huamán Naveros, Bertha Aydeé Huamán Mondalgo, Erson Orosco Olivera, Karen Vilma Cruz Huamán.

- 2019-2022
  - Alcalde: Hainor Luis Navarro Huamán
  - Regidores: Gaudencio Víctor Rivas Pedraz, Rubén Franco Herhuay, Rodolfo Morel Sánchez, Hermelinda Rodríguez Ramos, Raúl Quispe Juárez.

## Galería

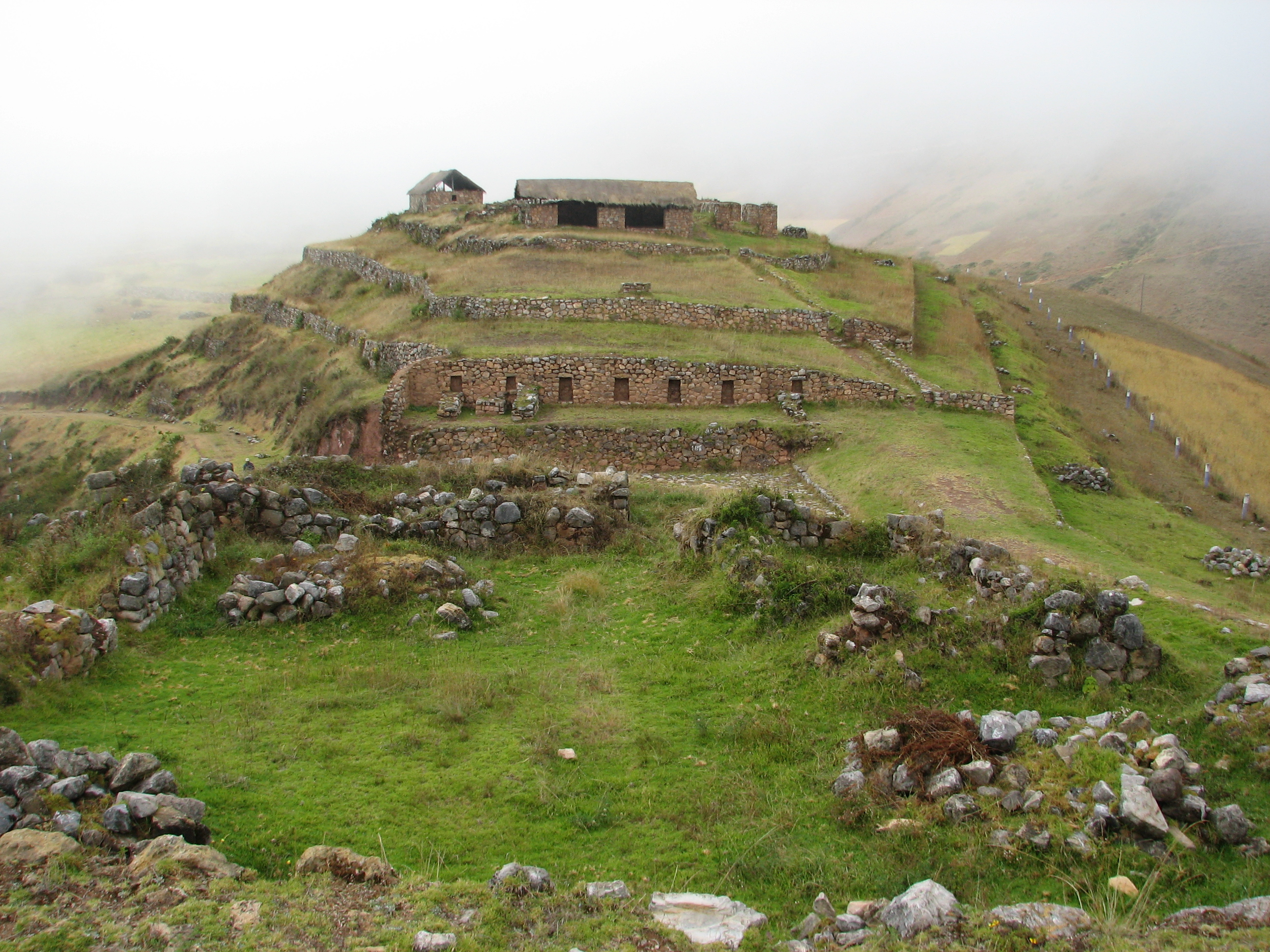
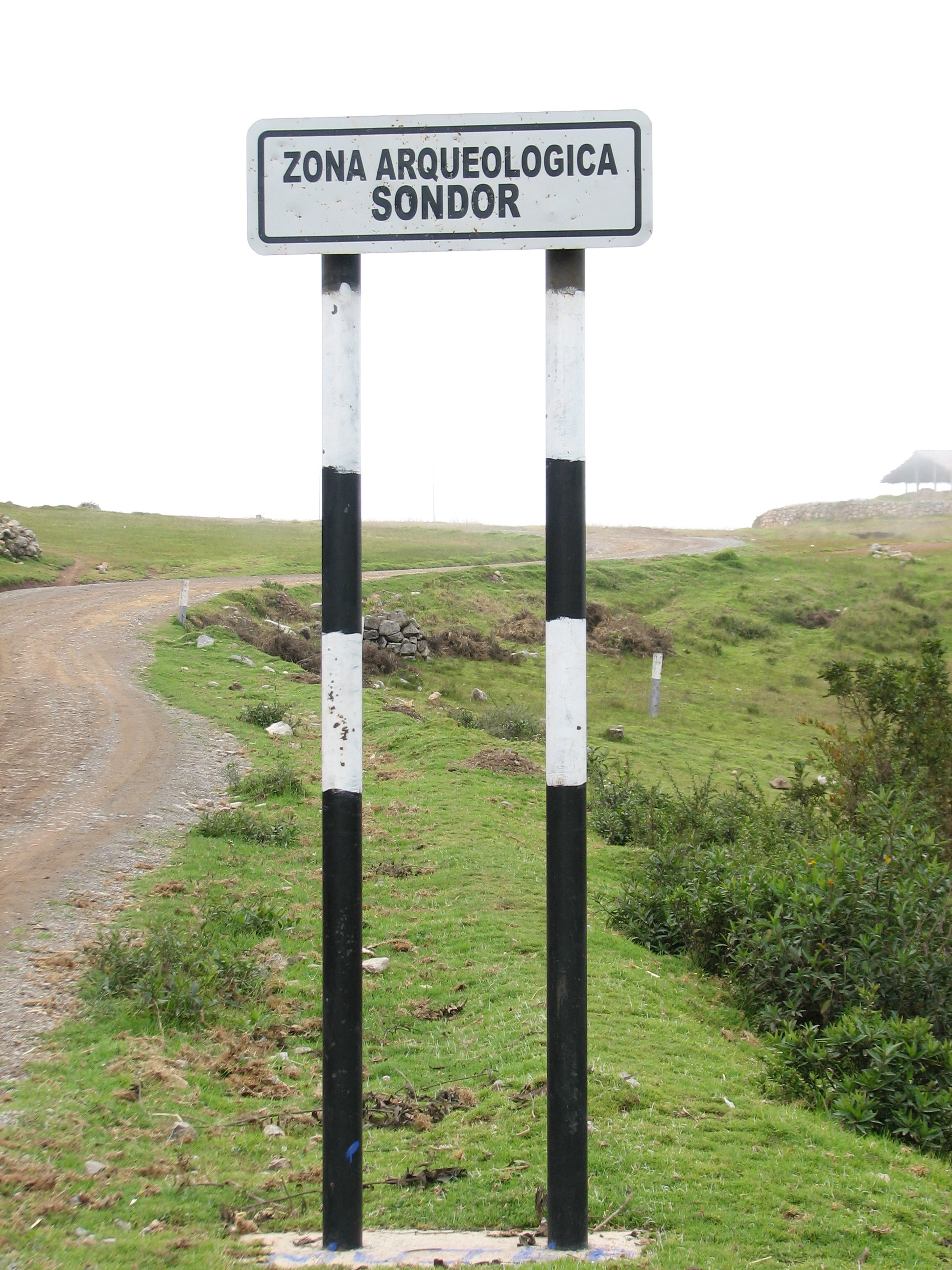

## Festividades
- Junio: 
  - 19 Sóndor Raymi.
  - 29 San Pedro.
- Agosto: Virgen de las Nieves.